# レオ・ベラネック
レオ・リロイ・ベラネック（Leo Leroy Beranek, 1914年9月15日 - 2016年10月10日）は、アメリカ合衆国の音響学専門家。元マサチューセッツ工科大学教授、BBNテクノロジーズの創業者、元代表。
ベラネックはアイオワ州マウントバーノンで育ち、子供の頃はピアノを習っていた。ラジオや小型電機製品の修理屋をしながらコーネル大学に通い、ハーバード大学に進んで1940年に博士号を取得した。第二次世界大戦中は、ハーバード大学の電子音響研究所に勤め、航空機の通信ノイズ除去システムやその他の軍事技術の開発に携わった。1947年から1958年にかけては、マサチューセッツ工科大学で情報工学の教授を務めた。1948年にはBBNテクノロジーズを設立し、1952年から1971年まで社長を務めた。
1954年に書いた著書Acousticsは、この分野の古典的な教科書と見なされている。1962年に書いた著書Music Acoustics and Architectureは、彼が世界中の55のコンサートホールを分析した結果に基づくものである。2004年の版では、100ホールにまで拡張された。ベラネックは、数多くの有名なコンサートホールやオペラハウスの設計にも携わっている。
2016年10月10日死去。102歳没。

## 受賞など
- 1971年 音響工学学会（英語版）ゴールドメダル
- 1975年 アメリカ音響学会（英語版）ゴールドメダル
- 2002年 アメリカ国家科学賞
- 2013年 IEEEファウンダーズメダル